# 뵈른 휘브너
뵈른 휘브너(독일어: Björn Hübner, 1986년 1월 22일 ~ )는 독일의 펜싱 선수로 주 종목은 사브르이다. 그는 2012년 하계 올림픽의 남자 사브르 단체전에서 교체요원으로 출전하였다.